# Sobniów (gromada)
Sobniów – dawna gromada, czyli najmniejsza jednostka podziału terytorialnego Polskiej Rzeczypospolitej Ludowej w latach 1954–1972.
Gromady, z gromadzkimi radami narodowymi (GRN) jako organami władzy najniższego stopnia na wsi, funkcjonowały od reformy reorganizującej administrację wiejską przeprowadzonej jesienią 1954 do momentu ich zniesienia z dniem 1 stycznia 1973, tym samym wypierając organizację gminną w latach 1954–1972.
Gromadę Sobniów z siedzibą GRN w Sobniowie utworzono – jako jedną z 8759 gromad na obszarze Polski – w powiecie jasielskim w woj. rzeszowskim na mocy uchwały nr 22/54 WRN w Rzeszowie z dnia 5 października 1954. W skład jednostki weszły obszary dotychczasowych gromad Sobniów, Wolica i Łaski ze zniesionej gminy Jasło w tymże powiecie. Dla gromady ustalono 20 członków gromadzkiej rady narodowej.
30 czerwca 1960 do gromady Sobniów włączono obszar zniesionej gromady Kaczorowy w tymże powiecie, po czym siedzibę gromady Sobniów przeniesiono do miasta Jasła (zachowując nazwę gromada Sobniów).
31 grudnia 1961 do gromady Sobniów włączono wieś Opacie ze zniesionej gromady Bączal Dolny w tymże powiecie.
1 stycznia 1970 z gromady Sobniów wyłączono część terenów wsi Sobniów o powierzchni 80,2267 ha, włączając ją do miasta Jasła w tymże powiecie.
Gromada przetrwała do końca 1972 roku, czyli do kolejnej reformy gminnej.